# Blokdiagram

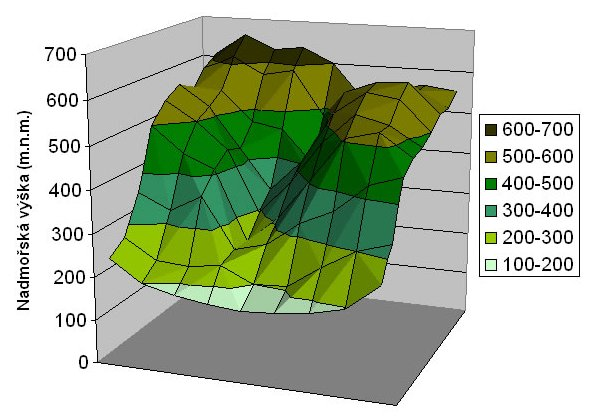
Blokdiagram

Blokdiagram – wykres przedstawiający wycinek skorupy ziemskiej oraz ukształtowanie jego powierzchni w rzucie perspektywicznym. Blokdiagram wprowadził amerykański geograf i geolog William Morris Davis do ilustrowania swych poglądów na temat rozwoju rzeźby terenu. Blokdiagramy mogą dobrze ilustrować np. związki między budową geologiczną i rzeźbą terenu.